# Estonian International 2001
Die Estonian International 2001 im Badminton fanden Anfang Juli 2001 in Tallinn statt.

## Austragungsort
- Kalevi Spordihalis, Juhkentali 12

## Sieger und Platzierte
| Disziplin    | Gold                                 | Silber                       | Bronze                              |
| ------------ | ------------------------------------ | ---------------------------- | ----------------------------------- |
| Herreneinzel | Jyri Aalto                           | Johan Uddfolk                | Heiki Sorge                         |
| Herreneinzel | Jyri Aalto                           | Johan Uddfolk                | Aivaras Kvedarauskas                |
| Dameneinzel  | Anastasia Russkikh                   | Elina Väisänen               | Piret Hamer                         |
| Dameneinzel  | Anastasia Russkikh                   | Elina Väisänen               | Kati Tolmoff                        |
| Herrendoppel | Mikhail Kelj Viktor Maljutin         | Gert Künka Alexandr Russkikh | Tonny Lillholm Niels Mertins        |
| Herrendoppel | Mikhail Kelj Viktor Maljutin         | Gert Künka Alexandr Russkikh | Thomas Holm Thomas Jacobsen         |
| Damendoppel  | Anastasia Russkikh Kai-Riin Saluste  | Kati Kraaving Kairi Saks     | Katja Ruohonen Elina Väisänen       |
| Damendoppel  | Anastasia Russkikh Kai-Riin Saluste  | Kati Kraaving Kairi Saks     | Piret Hamer Kati Tolmoff            |
| Mixed        | Alexandr Russkikh Anastasia Russkikh | Mikhail Kelj Katja Ruohonen  | Petri Hyyryläinen Katrine Rasmussen |
| Mixed        | Alexandr Russkikh Anastasia Russkikh | Mikhail Kelj Katja Ruohonen  | Thomas Jacobsen Henriette Lillholm  |

## Finalergebnisse
| Disziplin    | Sieger                               | Finalist                     | Ergebnis   |
| ------------ | ------------------------------------ | ---------------------------- | ---------- |
| Herreneinzel | Jyri Aalto                           | Johan Uddfolk                | 15-6 15-7  |
| Dameneinzel  | Anastasia Russkikh                   | Elina Väisänen               | 11-4 11-7  |
| Herrendoppel | Mikhail Kelj Viktor Maljutin         | Gert Künka Alexandr Russkikh | 15-6 15-5  |
| Damendoppel  | Kai-Riin Saluste Anastasia Russkikh  | Kati Kraaving Kairi Saks     | 17-16 15-3 |
| Mixed        | Alexandr Russkikh Anastasia Russkikh | Mikhail Kelj Katja Ruohonen  | 15-9 15-6  |

## Ergebnisse

### Herreneinzel
- Karl Kivinurm –  Velko Karu: 15-10 / 15-8
- Andrei Sorokine –  Igor Falsunov: 15-12 / 4-15 / 15-4
- Gert Künka –  Alexandre Koudiakov: 15-7 / 15-7
- Johan Uddfolk –  Karl Kivinurm: 15-5 / 15-1
- Indrek Küüts –  Tomas Dovydaitis: 15-6 / 15-8
- Aigar Tonus –  Tonny Lillholm: 15-5 / 15-2
- Alexandr Russkikh –  Allan Kokkota: 15-3 / 15-2
- Heiki Sorge –  Viktor Jvanko: 15-5 / 15-10
- Petri Hyyryläinen –  Patrick Rang: 15-3 / 15-2
- Andres Aru –  Thomas Jacobsen: 15-7 / 15-2
- Theodoros Velkos –  Kristo Kasela: 15-5 / 15-6
- Aivaras Kvedarauskas –  Andrei Sorokine: 15-3 / 15-5
- Alexei Vassiliev –  Niels Mertins: 15-6 / 8-15 / 15-11
- Konstantin Sarapultsev –  Meelis Maiste: 15-8 / 11-15 / 15-8
- Viktor Malioutine –  Tauno Tooming: 15-3 / 15-7
- Thomas Holm –  Kalle Kaljurand: 15-8 / 13-15 / 15-5
- Jyri Aalto –  Gert Künka: 15-4 / 15-6
- Kęstutis Navickas –  Indrek Luts: w.o.
- Giorgos Patis –  Alexandre Romanenko: w.o.
- Johan Uddfolk –  Indrek Küüts: 15-11 / 15-7
- Alexandr Russkikh –  Aigar Tonus: 15-1 / 15-1
- Heiki Sorge –  Petri Hyyryläinen: 15-6 / 15-6
- Theodoros Velkos –  Andres Aru: 15-8 / 15-10
- Aivaras Kvedarauskas –  Alexei Vassiliev: 15-7 / 15-9
- Kęstutis Navickas –  Konstantin Sarapultsev: 15-13 / 5-15 / 15-9
- Viktor Malioutine –  Giorgos Patis: 15-11 / 15-4
- Jyri Aalto –  Thomas Holm: 15-0 / 15-0
- Johan Uddfolk –  Alexandr Russkikh: 11-15 / 15-5 / 15-13
- Heiki Sorge –  Theodoros Velkos: 8-15 / 15-13 / 15-13
- Aivaras Kvedarauskas –  Kęstutis Navickas: 15-2 / 15-6
- Jyri Aalto –  Viktor Malioutine: 15-5 / 15-2
- Johan Uddfolk –  Heiki Sorge: 15-17 / 15-11 / 15-3
- Jyri Aalto –  Aivaras Kvedarauskas: 15-4 / 15-2
- Jyri Aalto –  Johan Uddfolk: 15-6 / 15-7

### Dameneinzel
- Kati Tolmoff –  Kati Kilk: 11-2 / 11-3
- Katja Ruohonen –  Kristina Dovidaitytė: 11-10 / 11-5
- Emmi Heikkinen –  Henriette Lillholm: 11-4 / 11-1
- Elina Väisänen –  Helen Reino: 11-1 / 11-1
- Piret Hamer –  Ave Pajo: 11-8 / 3-11 / 11-8
- Anastasia Russkikh –  Kersti Metsalo: 11-0 / 11-0
- Katrine Rasmussen –  Tatjana Ermakova: w.o.
- Kai-Riin Saluste - : w.o.
- Kati Tolmoff –  Katja Ruohonen: 11-9 / 11-2
- Elina Väisänen –  Emmi Heikkinen: 11-0 / 3-11 / 11-9
- Piret Hamer –  Katrine Rasmussen: 11-0 / 11-5
- Anastasia Russkikh –  Kai-Riin Saluste: 11-6 / 11-0
- Elina Väisänen –  Kati Tolmoff: 3-11 / 11-0 / 11-4
- Anastasia Russkikh –  Piret Hamer: 11-3 / 11-6
- Anastasia Russkikh –  Elina Väisänen: 11-4 / 11-7

### Herrendoppel
- Tonny Lillholm /  Niels Mertins –  Alexandre Koudiakov /  Alexei Vassiliev: 15-12 / 15-5
- Giorgos Patis /  Theodoros Velkos –  Allan Kokkota /  Indrek Luts: 15-7 / 15-2
- Mikhail Kelj /  Viktor Malioutine –  Kristo Kasela /  Karl Kivinurm: 15-2 / 15-6
- Indrek Küüts /  Meelis Maiste –  Viktor Jvanko /  Andrei Sorokine: 15-8 / 15-3
- Thomas Holm /  Thomas Jacobsen –  Mart Engelbreght /  Patrick Rang: 15-11 / 15-13
- Andres Aru /  Heiki Sorge –  Kalle Kaljurand /  Aigar Tonus: 15-13 / 15-5
- Gert Künka /  Alexandr Russkikh –  Peeter Ärmpalu /  Rein Nuudi: 15-2 / 15-4
- Tonny Lillholm /  Niels Mertins –  Aivaras Kvedarauskas /  Kęstutis Navickas: 15-11 / 9-15 / 15-10
- Mikhail Kelj /  Viktor Malioutine –  Giorgos Patis /  Theodoros Velkos: 15-6 / 15-11
- Thomas Holm /  Thomas Jacobsen –  Indrek Küüts /  Meelis Maiste: 15-11 / 12-15 / 15-5
- Gert Künka /  Alexandr Russkikh –  Andres Aru /  Heiki Sorge: 15-3 / 15-3
- Mikhail Kelj /  Viktor Malioutine –  Tonny Lillholm /  Niels Mertins: 15-4 / 15-8
- Gert Künka /  Alexandr Russkikh –  Thomas Holm /  Thomas Jacobsen: 9-15 / 15-13 / 15-11
- Mikhail Kelj /  Viktor Malioutine –  Gert Künka /  Alexandr Russkikh: 15-6 / 15-5

### Damendoppel
- Galina Netchaeva /  Helen Reino –  Lotte Elsborg /  Henriette Lillholm: 15-4 / 15-7
- Emmi Heikkinen /  Katrine Rasmussen –  Eve Jugandi /  Kelli Vilu: 15-11 / 15-10
- Karin Borgstrom /  Pia Christensen –  Kati Kilk /  Kersti Metsalo: 15-4 / 15-11
- Anastasia Russkikh /  Kai-Riin Saluste –  Galina Netchaeva /  Helen Reino: 15-0 / 15-1
- Kati Kraaving /  Kairi Saks –  Emmi Heikkinen /  Katrine Rasmussen: 15-6 / 15-6
- Piret Hamer /  Kati Tolmoff –  Karin Borgstrom /  Pia Christensen: 15-4 / 13-15 / 15-2
- Katja Ruohonen /  Elina Väisänen –  Tatjana Ermakova /  Natalia Joulish: w.o.
- Anastasia Russkikh /  Kai-Riin Saluste –  Katja Ruohonen /  Elina Väisänen: 1-15 / 15-5 / 15-1
- Kati Kraaving /  Kairi Saks –  Piret Hamer /  Kati Tolmoff: 17-14 / 15-0
- Anastasia Russkikh /  Kai-Riin Saluste –  Kati Kraaving /  Kairi Saks: 17-16 / 15-3

### Mixed
- Alexandr Russkikh /  Anastasia Russkikh –  Aigar Tonus /  Ave Pajo: 15-3 / 15-2
- Konstantin Sarapultsev /  Kati Kraaving –  Thomas Holm /  Karin Borgstrom: 15-8 / 15-5
- Petri Hyyryläinen /  Katrine Rasmussen –  Tauno Tooming /  Kati Kilk: 15-6 / 15-7
- Tonny Lillholm /  Pia Christensen –  Indrek Küüts /  Kati Tolmoff: 12-15 / 15-12 / 15-10
- Thomas Jacobsen /  Henriette Lillholm –  Johan Uddfolk /  Emmi Heikkinen: 15-3 / 17-16
- Niels Mertins /  Lotte Elsborg –  Patrick Rang /  Kulle Laidmae: 15-11 / 15-9
- Mikhail Kelj /  Katja Ruohonen –  Kalle Kaljurand /  Kelli Vilu: 15-3 / 15-3
- Gert Künka /  Kai-Riin Saluste –  Karl Kivinurm /  Kersti Metsalo: 15-10 / 15-3
- Alexandr Russkikh /  Anastasia Russkikh –  Konstantin Sarapultsev /  Kati Kraaving: 15-1 / 15-7
- Petri Hyyryläinen /  Katrine Rasmussen –  Tonny Lillholm /  Pia Christensen: 15-8 / 15-7
- Thomas Jacobsen /  Henriette Lillholm –  Niels Mertins /  Lotte Elsborg: 3-15 / 17-16 / 15-10
- Mikhail Kelj /  Katja Ruohonen –  Gert Künka /  Kai-Riin Saluste: 15-4 / 15-11
- Alexandr Russkikh /  Anastasia Russkikh –  Petri Hyyryläinen /  Katrine Rasmussen: 15-4 / 12-15 / 15-5
- Mikhail Kelj /  Katja Ruohonen –  Thomas Jacobsen /  Henriette Lillholm: 14-15 / 15-7 / 15-3
- Alexandr Russkikh /  Anastasia Russkikh –  Mikhail Kelj /  Katja Ruohonen: 15-9 / 15-6